# Brakas, Sumenep
Brakas är en administrativ by i Indonesien.   Den ligger i provinsen Jawa Timur, i den västra delen av landet, 900 km öster om huvudstaden Jakarta. Brakas ligger på ön Pulau Raas.